# Abudefduf notatus
Abudefduf notatus là một loài cá biển thuộc chi Abudefduf trong họ Cá thia. Loài này được mô tả lần đầu tiên vào năm 1870.

## Từ nguyên
Từ định danh trong tiếng Latinh có nghĩa là notatus nghĩa là "được đánh dấu", không rõ hàm ý, có lẽ đề cập đến các dải sọc trên thân của chúng.

## Phạm vi phân bố và môi trường sống
Từ phía nam bán đảo Ả Rập, phạm vi của A. notatus được ghi nhận dọc theo bờ biển Đông Phi, Madagascar, bờ nam Ấn Độ, quần đảo Cocos (Keeling) và đảo Giáng Sinh (Úc), cũng như hầu hết các đảo quốc trong Ấn Độ Dương; từ biển Andaman mở rộng về phía đông đến các nước Đông Nam Á hải đảo, Papua New Guinea, xa hơn là quần đảo Phoenix và đảo Kiritimati (Kiribati); ngược lên phía bắc đến Hàn Quốc và phía nam Nhật Bản.
Ở Việt Nam, A. notatus đã được ghi nhận ở ngoài khơi bờ biển Ninh Thuận và cù lao Chàm.
Loài này sống gần những rạn san hô và đá ngầm ở độ sâu đến ít nhất là 12 m.

## Mô tả
A. notatus có chiều dài cơ thể tối đa được ghi nhận là 17 cm. Cơ thể có màu nâu xám (vảy cá viền sẫm màu hơn) với khoảng 5 dải sọc màu trắng ở hai bên thân. Vây đuôi có màu vàng nổi bật; thùy đuôi nhọn. Nắp mang và gốc vây ngực có đốm đen.
A. notatus cùng hai loài là Abudefduf sordidus và Abudefduf septemfasciatus hợp thành một nhóm gọi là "nhánh sordidus". Ngoại trừ A. notatus là loài ăn sinh vật phù du, hai loài còn lại ăn sinh vật đáy.
Số gai ở vây lưng: 13; Số tia vây ở vây lưng: 12–14; Số gai ở vây hậu môn: 2; Số tia vây ở vây hậu môn: 13–14; Số tia vây ở vây ngực: 18–20.

## Sinh thái học
Thức ăn của A. notatus chủ yếu là động vật phù du. Chúng thường bơi thành đàn. Cá đực có tập tính bảo vệ và chăm sóc trứng.